# Communitas Agnus Dei

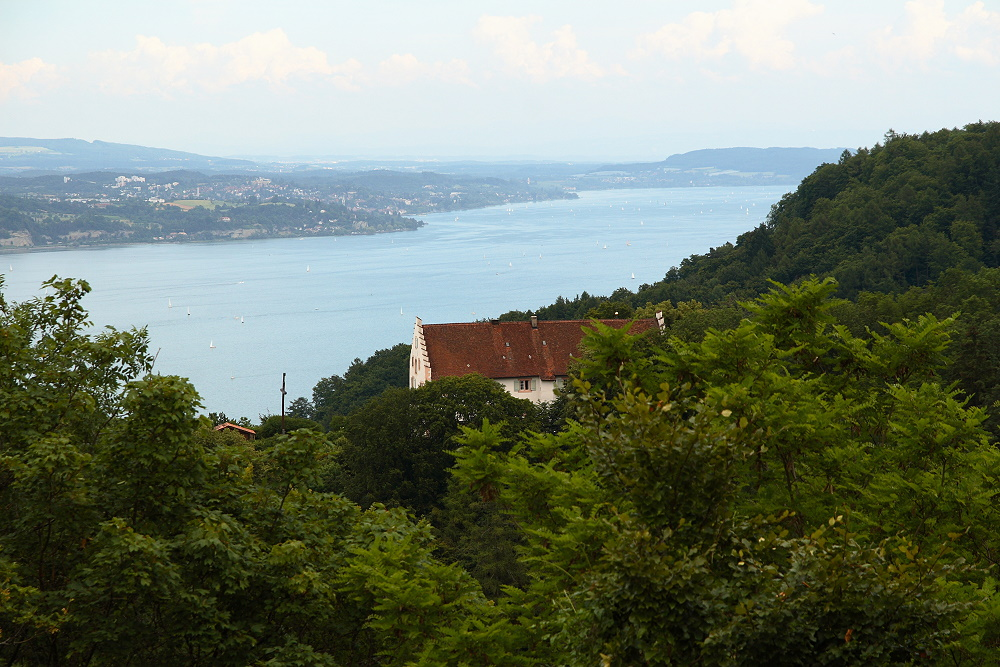
Kloster Frauenberg von der Ruine Altbodman aus gesehen

Die Communitas Agnus Dei (deutsch Gemeinschaft Lamm Gottes), inzwischen umbenannt in ElijaMission, ist eine Kommunität mit römisch-katholischem Hintergrund, die allerdings von den zuständigen kirchlichen Stellen nicht anerkannt wird. Die Gruppe hat ihren Sitz im Kloster Frauenberg in der Nähe von Bodman-Ludwigshafen am Bodensee in Baden-Württemberg, das vom Eigentümer des Grundstücks kostenlos zur Verfügung gestellt wird. Die Gemeinschaft wurde 1980 gegründet.

## Geschichte
Herbert Grundberger, der Gründer der Gemeinschaft, war nach einem Studium der Völkerkunde mit Selbsterfahrungsgruppen, Buddhismus und Esoterik in Berührung gekommen. Im Jahre 1977 hatte er nach eigener Aussage auf der Suche nach dem Sinn des Lebens eine Begegnung mit Jesus Christus. Er trat 1980 in die katholische Kirche ein und sammelte interessierte Menschen um sich. Am 24. April 1980 gründete Bruder Elija, wie er sich nun nannte, mit katholischen Gleichgesinnten die Communitas Agnus Dei. Mit Berufung auf seine göttliche Begegnung versteht er sich als ein Verkünder, der die Gemeinschaft repräsentiert.
Im Jahre 1985 zählte die Gemeinschaft zwölf Erwachsene und fünf Kinder. Es wurde ein weiteres Haus errichtet, das 1987 eingeweiht wurde. Seit 1987 verfügt die Gemeinschaft über ein weiteres Haus in Eupen (Belgien), und 1995 wurde in Breinig bei Aachen ein Kommunikationszentrum eröffnet, das mittlerweile wieder geschlossen worden ist; lange befand sich dort der Sitz des Fördervereins Jemael-International. Schließlich wurde auf Einladung von Bischof Emil Stehle im November 1997 in der Nähe von Santo Domingo de los Colorados (Ecuador) die Niederlassung „Tierra de la Paz“ (Land des Friedens) gegründet. Im Jahr 2018 verfügte Bertram Víctor Wick Enzler, ein Nachfolger Stehles im Amt, die Auflösung von Communitas Agnus Dei in seinem ecuadorianischen Bistum und die Ausweisung Grundbergers.
Die Gemeinschaft hat sich inzwischen in ElijaMission umbenannt.

## Fehlende kirchliche Anerkennung
Es fehlt der Kommunität die Approbation durch den Erzbischof von Freiburg. Der Weihbischof in Freiburg im Breisgau Paul Wehrle erklärte 1994, dass die Kommunität nicht den Status einer kirchlichen Gemeinschaft erhalten habe. Seit 1997 ist der Prüfungsprozess im erzbischöflichen Ordinariat erneut anhängig, eine Entscheidung steht aus. Das Erzbistum Freiburg verweigert Communitas Agnus Dei die kirchliche Anerkennung, nachdem Herbert Grundberger 2002 vor dem Amtsgericht Konstanz wegen sexueller Übergriffe auf Kinder in seiner Gemeinschaft zu einer Gefängnisstrafe von einem Jahr auf Bewährung und zu einer Geldstrafe über 10.000 Euro verurteilt wurde.

## Leben in der Kommunität
In der Gemeinschaft leben heute etwa 24 Erwachsene und wenige Kinder. Der überwiegende Teil der ehemals 27 Kinder lebt heute außerhalb. Fast alle Gemeinschaftsmitglieder arbeiten auf dem Hof und im Kloster, ansonsten lebt die Gemeinschaft von Spenden, Kindergeld und dem Verkauf von CDs und Büchern. Im Übrigen vertrauen sie laut Selbstaussage auf die Vorsehung. Es gibt nahezu keine Privatsphäre.

## Leitgedanken
Die Gemeinschaft strebt ein ökologisches Leben an und berücksichtigt einen schöpfungsgemäßen Umgang mit der Erde. Ihre Spiritualität beruht auf der Grundlage der Nächstenliebe und einem geistlichen Leben zur inneren Reinigung im Sinne des katholischen Glaubens. Die Grenzen der Nächstenliebe sind jedoch erreicht, wenn ein Mitglied sich emotional bindet. So werden Kindern die geliebten Kuscheltiere abgenommen, Kinder werden von Müttern getrennt, entfremdet oder Mütter zur körperlichen Züchtigung angehalten. Geschwister werden getrennt. Emotionale Bindung wird als „unfrei“ abgetan und wird mit Geringschätzung gestraft. Alles soll sich auf Gott beziehen oder dessen Stellvertreter, der große Bruder Elijah. Die Welt außerhalb der Gemeinschaft gilt als „weltlich“ und durch psychischen Druck werden die Mitglieder abgehalten, sich von der Gemeinschaft zu lösen. Dennoch gelang dies dem Großteil der damaligen Kinder, auch wenn diese mit den Folgen der Vernachlässigung und emotionalen Gewalt noch Jahrzehnte später zu kämpfen haben.
Diese Werte will sie durch den Anbau nach biologischen Grundsätzen befolgen. Einen wichtigen Platz haben Stille und kontemplatives Gebet. Die Gemeinschaft kennt ein weiheähnliches „Versprechen an Maria“ in Anlehnung an Louis-Marie Grignion de Montfort. Die christliche Gemeinschaft Agnus Dei betont, die Mitgliedschaft bedürfe eingehender Prüfung, um sich darüber klar zu werden, ob man im Leben in dieser christlichen, ordensähnlichen Gemeinschaft für sich den richtigen Weg sieht. Beim Eintritt wird ein Versprechen abgelegt. Die Mitglieder verpflichten sich zur Befolgung der Zehn Gebote und erhalten die Rechte zu einer spirituellen und theologischen Ausbildung. Communitas Agnus Dei setzt sich stark gegen die Abtreibung ein. Sie achtet und unterstützt die Lehren des Papstes.

## Organisation
In der Gemeinschaft nehmen einige Personen eine Leitungsrolle ein. Dazu trifft man gemeinsame Beschlüsse durch „Nachspüren“. Sollte kein Konsens gefunden werden, übernimmt das Leitungsteam die Entscheidung. Das letzte Wort hat in jedem Fall Bruder Elijah. Die Kommunität hat kein Gemeinschaftsvermögen; zu ihrem Eigentum gehören technische Hilfsmittel (Fernseher, Videorekorder, Radio, landwirtschaftliche Maschinen, Solarenergie und Autos). Die Mitglieder verfügen über kein Privateigentum.

## Harpa Dei
Seit 2011 besteht das Gesangsensemble Harpa Dei aus vier Gemeinschaftsmitgliedern.